# Mimosa galeottii
Mimosa galeottii är en ärtväxtart som beskrevs av George Bentham. Mimosa galeottii ingår i släktet mimosor, och familjen ärtväxter. Inga underarter finns listade i Catalogue of Life.